# Temporada 1964-65 de los Baltimore Bullets
La temporada 1964-65 fue la cuarta de los Baltimore Bullets en la NBA, y la segunda en su nueva localización de Baltimore, Maryland. La temporada regular acabó con 37 victorias y 43 derrotas, ocupando el tercer puesto de la División Oeste, cayendo derrotados en las Finales de conferencia de los playoffs ante Los Angeles Lakers.

## Elecciones en elDraft
| Ronda | Puesto | Jugador       | Posición | Nacionalidad   | Universidad   |
| ----- | ------ | ------------- | -------- | -------------- | ------------- |
| 1     | 3      | Gary Bradds   | Alero    | Estados Unidos | Ohio State    |
| 3     | 19     | Jerry Sloan   | Escolta  | Estados Unidos | Evansville    |
| 4     | 28     | Pete Spoden   |          | Estados Unidos | Northern Iowa |
| 5     | 37     | Bennie Lennox |          | Estados Unidos | Texas A&M     |

## Temporada regular
| División Oeste         | División Oeste | División Oeste | División Oeste | División Oeste | División Oeste | División Oeste | División Oeste | División Oeste |
| Equipo                 | G              | P              | %              | PD             | Casa           | Fuera          | Neutral        | Div            |
| ---------------------- | -------------- | -------------- | -------------- | -------------- | -------------- | -------------- | -------------- | -------------- |
| x-Los Angeles Lakers   | 49             | 31             | .613           | –              | 25–13          | 21–16          | 3–2            | 25–15          |
| x-St. Louis Hawks      | 45             | 35             | .563           | 4              | 26–4           | 15–17          | 4–4            | 28–12          |
| x-Baltimore Bullets    | 37             | 43             | .463           | 12             | 23–14          | 12–19          | 2–10           | 22–18          |
| Detroit Pistons        | 31             | 49             | .388           | 18             | 13–17          | 11–20          | 7–12           | 18–22          |
| San Francisco Warriors | 17             | 63             | .213           | 32             | 10–26          | 5–31           | 2–6            | 7–33           |

## Playoffs

### Semifinales de División
St. Louis Hawks - Baltimore Bullets
| Fecha       | Partido                                    | Ciudad    |
| ----------- | ------------------------------------------ | --------- |
| 24 de marzo | St. Louis Hawks 105, Baltimore Bullets 108 | St. Louis |
| 26 de marzo | St. Louis Hawks 129, Baltimore Bullets 105 | St. Louis |
| 27 de marzo | Baltimore Bullets 131, St. Louis Hawks 99  | Baltimore |
| 30 de marzo | Baltimore Bullets 109, St. Louis Hawks 103 | Baltimore |
|             | Baltimore gana las series 3-1              |           |

### Finales de División
Los Angeles Lakers - Baltimore Bullets
| Fecha       | Partido                                       | Ciudad      |
| ----------- | --------------------------------------------- | ----------- |
| 3 de abril  | Los Angeles Lakers 121, Baltimore Bullets 115 | Los Ángeles |
| 5 de abril  | Los Angeles Lakers 118, Baltimore Bullets 115 | Los Ángeles |
| 7 de abril  | Baltimore Bullets 122, Los Angeles Lakers 115 | Baltimore   |
| 9 de abril  | Baltimore Bullets 114, Los Angeles Lakers 112 | Baltimore   |
| 11 de abril | Los Angeles Lakers 120, Baltimore Bullets 112 | Los Ángeles |
| 13 de abril | Baltimore Bullets 115, Los Angeles Lakers 117 | Baltimore   |
|             | Los Angeles gana las series 4-2               |             |

## Estadísticas
| Rk | Jugador          | Edad | P  | PT | MP   | TC  | TCI  | %TC  | TL  | TLI | %TL  | RB   | AS  | FP  | PTS  |
| 1  | Walt Bellamy     | 25   | 80 |    | 41.3 | 9.2 | 18.0 | .509 | 6.4 | 9.4 | .685 | 14.6 | 2.4 | 3.3 | 24.8 |
| 2  | Gus Johnson      | 26   | 76 |    | 38.1 | 7.6 | 18.1 | .418 | 3.4 | 5.1 | .676 | 13.0 | 3.6 | 3.4 | 18.6 |
| 3  | Bailey Howell    | 28   | 80 |    | 37.2 | 6.4 | 13.0 | .495 | 6.3 | 7.9 | .801 | 10.9 | 2.6 | 4.3 | 19.2 |
| 4  | Don Ohl          | 28   | 77 |    | 36.6 | 7.4 | 16.8 | .438 | 3.7 | 5.0 | .732 | 4.4  | 3.2 | 3.6 | 18.4 |
| 5  | Kevin Loughery   | 24   | 80 |    | 30.2 | 5.1 | 12.0 | .424 | 2.7 | 3.5 | .754 | 2.9  | 3.7 | 4.0 | 12.8 |
| 6  | Wayne Hightower  | 25   | 27 |    | 18.9 | 2.2 | 6.4  | .345 | 2.3 | 3.0 | .765 | 6.4  | 0.6 | 2.3 | 6.7  |
| 7  | Bob Ferry        | 27   | 77 |    | 16.6 | 1.9 | 4.4  | .423 | 1.6 | 2.6 | .613 | 4.6  | 0.8 | 2.0 | 5.3  |
| 8  | Wali Jones       | 22   | 77 |    | 16.2 | 2.0 | 5.3  | .375 | 1.3 | 1.8 | .728 | 1.8  | 2.6 | 2.5 | 5.3  |
| 9  | Si Green         | 31   | 70 |    | 15.5 | 2.2 | 5.3  | .413 | 1.4 | 2.3 | .627 | 2.4  | 2.0 | 1.9 | 5.8  |
| 10 | Charlie Hardnett | 26   | 20 |    | 10.0 | 1.3 | 4.0  | .313 | 1.2 | 2.0 | .590 | 3.9  | 0.1 | 1.9 | 3.7  |
| 11 | Gary Bradds      | 22   | 41 |    | 8.2  | 1.1 | 2.7  | .414 | 1.1 | 1.5 | .714 | 2.0  | 0.5 | 0.9 | 3.3  |
| 12 | Al Butler        | 26   | 25 |    | 6.9  | 1.0 | 2.9  | .329 | 0.4 | 0.6 | .733 | 0.8  | 0.5 | 1.0 | 2.4  |
| 13 | Gary Hill        | 23   | 3  |    | 5.0  | 0.0 | 0.3  | .000 | 0.0 | 0.0 |      | 0.3  | 0.3 | 0.3 | 0.0  |
| 14 | Les Hunter       | 22   | 24 |    | 4.8  | 0.8 | 2.7  | .281 | 0.3 | 0.6 | .429 | 2.1  | 0.5 | 0.7 | 1.8  |

## Galardones y récords
| Jugador     | Galardón                            |
| Gus Johnson | 2.º mejor quinteto de la NBA        |
| Wali Jones  | Mejor quinteto de rookies de la NBA |